# Herdenmanagementprogramm
Herdenmanagementprogramme sind, meist computergestützte, Systeme zur Sammlung und Auswertung von Daten landwirtschaftlicher Nutztiere. Mit Hilfe dieser Programme lassen sich kurz- bis mittelfristige Maßnahmen im Tierbestand (Herdenmanagement) planen, aufzeichnen und entsprechend gesetzlicher Anforderungen dokumentieren. Mittels Herdenmanagementprogramm können, auch für große Tierbestände, die Tiere mit ihren individuellen Eigenheiten erfasst und angemessen behandelt werden.
Insbesondere bei hohen Leistungsniveaus oder schwierigeren wirtschaftlichen Bedingungen ist ein optimales Management der Nutztiere zwingend notwendig, da andernfalls Krankheitsprobleme oder unwirtschaftliche Verhältnisse erst spät oder gar nicht erkannt werden. Daher stellen Herdenmanagementprogramme nicht nur eine Möglichkeit der Dokumentation, sondern auch des Controllings im Tierbestand dar.
Durch die, bei vielen Herdenmanagementprogrammen mitgelieferten, Kontrollwerte lassen sich Abweichungen des betreuten Tierbestandes von Durchschnittswerten leichter identifizieren und entsprechende Gegenmaßnahmen einleiten.
Viele Herdenmanagementsysteme erlauben auch die Steuerung von Peripheriegeräten wie
- Milchmengenerfassung im Melkstand
- Aktivitätsmessung von Tieren, zum Beispiel für die Gesundheits- oder Fruchtbarkeitskontrolle
- tierindividuelle Erkennungssysteme
- automatische Wiegeplattformen
- automatische Selektions-Tore
- automatische Kraftfutterzuteilung

Neben der Erfassung von Kenngrößen der Tierhaltung ist auch ein Datenaustausch zwischen den an der Tierhaltung beteiligten Akteuren, wie Herdenmanagern, Melkern, Tierärzten, Landeskontrollverbänden und Besamungsstationen für den produktiven Einsatz von Herdenmanagementprogrammen zwingend notwendig. Daher müssen Schnittstellen für diesen Einsatz bei den Programmen vorhanden sein.